# Bogomolny-Gleichungen
Die Bogomolny-Gleichung ist in der Mathematischen Eichtheorie eine Gleichung zur Beschreibung hypothetischer magnetischer Monopole. Formuliert ist diese in drei Dimensionen und folgt durch Dimensionsreduktion aus den selbstdualen Yang-Mills-Gleichungen (SDYM-Gleichungen) in vier Dimensionen. Benannt sind die Gleichungen nach Eugene Bogomolny. Untersucht wurden die Bogomolny-Gleichungen und insbesondere ihr Modulraum unter anderem von Michael Atiyah und Nigel Hitchin. Auf geschlossenen Mannigfaltigkeiten ergeben sich nur triviale Lösungen.

## Formulierung
Sei {\displaystyle G} eine Lie-Gruppe mit Lie-Algebra {\displaystyle {\mathfrak {g}}} und {\displaystyle E\twoheadrightarrow B} ein {\displaystyle G}-Hauptfaserbündel mit einer dreidimensionalen Riemannschen Mannigfaltigkeit {\displaystyle B}. Für einen glatten Schnitt {\displaystyle \Phi \in \Omega _{\operatorname {Ad} }^{0}(E,{\mathfrak {g}})\cong \Omega ^{0}(B,\operatorname {Ad} (E))\cong \Gamma ^{\infty }(B,\operatorname {Ad} (E))} (welche in den Yang-Mills-Higgs-Gleichungen das Higgs-Feld repräsentiert) und einen Zusammenhang {\displaystyle A\in \Omega _{\operatorname {Ad} }^{1}(E,{\mathfrak {g}})\cong \Omega ^{1}(B,\operatorname {Ad} (E))} mit Krümmungsform {\displaystyle F_{A}:=\mathrm {d} _{A}A:=\mathrm {d} A+[A\wedge A]\in \Omega _{\operatorname {Ad} }^{2}(E,{\mathfrak {g}})\cong \Omega ^{2}(B,\operatorname {Ad} (E))} ist die Bogomolny-Gleichung gegeben durch:
{\displaystyle F_{A}=\star \mathrm {d} _{A}\Phi .}

## Verbindung zu den Yang-Mills-Gleichungen
Eine Lösung der Bogomolny-Gleichung ist nicht unbedingt eine Lösung der Yang-Mills-Gleichung, obwohl mit der Bianchi-Identität {\displaystyle \mathrm {d} _{A}\mathrm {d} _{A}\Phi +[\Phi ,F_{A}]=0} folgt:
{\displaystyle \mathrm {d} _{A}\star F_{A}=\mathrm {d} _{A}\star ^{2}\mathrm {d} _{A}\Phi =\pm \mathrm {d} _{A}^{2}\Phi =\mp [\Phi ,F_{A}].}
Dadurch lassen sich die partiellen Differentialgleichungen von zweitem Grad zu erstem Grad reduzieren und einfacher lösen. Dabei ergeben sich jedoch wegen der zusätzlichen Annahme, auch die Bogomolny-Gleichung zu lösen, nicht alle Lösungen.

## Verbindung zu den Yang-Mills-Higgs-Gleichungen
Eine Lösung der Bogomolny-Gleichung ist eine Lösung der zweiten Yang-Mills-Higgs-Gleichung, da diese dann direkt auf die Bianchi-Identität {\displaystyle \mathrm {d} _{A}F_{A}=0} zurückfällt:
{\displaystyle \mathrm {d} _{A}\star \mathrm {d} _{A}\Phi =\mathrm {d} _{A}F_{A}=0.}